# Mesterholdenes Europa Cup i håndbold 1991-92 (kvinder)
Mesterholdenes Europa Cup i håndbold 1991-92 for kvinder var den 32. udgave af Mesterholdenes Europa Cup i håndbold for kvinder. Turneringen havde deltagelse af 22 hold, som var blevet nationale mestre sæsonen forinden, samt de tyske og østrigske sølvvindere, og den blev afviklet som en cupturnering, hvor alle opgørene blev afviklet over to kampe, hvor holdene mødtes både ude og hjemme.
Turneringen blev vundet af Hypobank Südstadt fra Østrig, som i finalen over to kampe besejrede de forsvarende mestre, TV Lützellinden fra Tyskland, med 34-32. Det var tredje gang i turneringens historie, at Hypobank Südstadt sikrede sig titlen, og det var sjette sæson i træk, at det østrigske hold var i finalen.

## Resultater

### 1/16-finaler
| Dato   | Dato   | Hjemmehold i 1. kamp | Udehold i 1. kamp       | Resultat | Resultat | Resultat |
| 1.kamp | 2.kamp | Hjemmehold i 1. kamp | Udehold i 1. kamp       | Samlet   | 1.kamp   | 2.kamp   |
| ------ | ------ | -------------------- | ----------------------- | -------- | -------- | -------- |
| 28.9.  | 6.10.  | Tryst 77 HC          | Hypobank Südstadt       | 032–101  | 17-50    | 15-51    |
| ?      | ?      | Cassano Magnago      | Colégio de Gaia         | ?–?      | 31-19    | ?        |
| ?      | ?      | LC Brühl             | HBC Bascharage          | 61–13    | 34-50    | 27-80    |
| 28.9.  | 29.9.  | Irsta HF             | UMF Stjarnan            | 51–35    | 28-14    | 23-21    |
| ?      | ?      | HV Aalsmeer          | Initia HC Hasselt       | ?–?      | 21-11    | ?        |
| 28.9.  | 6.10.  | WAT Fünfhaus         | AC Doukas               | 45–32    | 23-11    | 22-21    |
| ?      | ?      | TuS Walle Bremen     | Gymnastiki Enosi Verias | ?–?      | ?        | ?        |
| 28.9.  | 29.9.  | Iber Valencia        | Hapoel Petah Tikva      | 84–35    | 41-18    | 43-17    |

### Ottendedelsfinaler
| Dato   | Dato   | Hjemmehold i 1. kamp     | Udehold i 1. kamp | Resultat | Resultat | Resultat |
| 1.kamp | 2.kamp | Hjemmehold i 1. kamp     | Udehold i 1. kamp | Samlet   | 1.kamp   | 2.kamp   |
| ------ | ------ | ------------------------ | ----------------- | -------- | -------- | -------- |
| ?      | ?      | Cassano Magnago          | Hypobank Südstadt | ?–?      | ?        | ?        |
| ?      | ?      | Gjerpen IF               | ?                 | ?–?      | ?        | ?        |
| 6.11.  |        | Chimistul Râmnicu Vâlcea | HV Aalsmeer       | 71–53    | 40-29    | 31-24    |
| ?      | ?      | Irsta HF                 | ?                 | ?–?      | ?        | ?        |
| ?      | ?      | LC Brühl                 | TuS Walle Bremen  | 36–46    | 18-19    | 18-27    |
| 10.11. | 17.11. | Iber Valencia            | Lokomotiva Zagreb | 32–41    | 18-20    | 14-21    |
| ?      | ?      | TV Lützellinden          | ?                 | ?–?      | ?        | ?        |
| ?      | ?      | ?                        | ?                 | ?–?      | ?        | ?        |

### Kvartfinaler
| Dato   | Dato   | Hjemmehold i 1. kamp     | Udehold i 1. kamp | Resultat | Resultat | Resultat |
| 1.kamp | 2.kamp | Hjemmehold i 1. kamp     | Udehold i 1. kamp | Samlet   | 1.kamp   | 2.kamp   |
| ------ | ------ | ------------------------ | ----------------- | -------- | -------- | -------- |
| ?      | ?      | Hypobank Südstadt        | Gjerpen IF        | ?–?      | 28-19    | ?        |
| ?      | ?      | Chimistul Râmnicu Vâlcea | Irsta HF          | 58–55    | 33-28    | 25-27    |
| ?      | ?      | TuS Walle Bremen         | ?                 | ?–?      | ?        | ?        |
| ?      | ?      | TV Lützellinden          | ?                 | ?–?      | ?        | ?        |

### Semifinaler
| Dato   | Dato   | Hjemmehold i 1. kamp     | Udehold i 1. kamp | Resultat | Resultat | Resultat |
| 1.kamp | 2.kamp | Hjemmehold i 1. kamp     | Udehold i 1. kamp | Samlet   | 1.kamp   | 2.kamp   |
| ------ | ------ | ------------------------ | ----------------- | -------- | -------- | -------- |
| ?      | ?      | Chimistul Râmnicu Vâlcea | Hypobank Südstadt | 56–72    | 22-32    | 34-40    |
| 15.2.  | 22.2.  | TV Lützellinden          | TuS Walle Bremen  | 40–35    | 20-16    | 20-19    |

### Finale
| Dato   | Dato   | Hjemmehold i 1. kamp | Udehold i 1. kamp | Resultat | Resultat | Resultat |
| 1.kamp | 2.kamp | Hjemmehold i 1. kamp | Udehold i 1. kamp | Samlet   | 1.kamp   | 2.kamp   |
| ------ | ------ | -------------------- | ----------------- | -------- | -------- | -------- |
| 5.4.   | 18.4.  | Hypobank Südstadt    | TV Lützellinden   | 34–32    | 15-14    | 19-18    |